# Mondamin
Mondamin (Mandaamin; Corn Man, Corn Father), U Chippewa i Potawatomi tradiciji, Mandaamin je duh kukuruza. Za razliku od kukuruznih duhova u većini plemena Algonquian, Mandaamin se obično prikazuje kao muškarac. U većini legendi Mandaamin se žrtvuje kako bi ljudima donio kukuruz, ali u nekim verzijama Potawatomija, on se ženi Prvom ženom i postaje otac čovječanstva. Ime Mandaamin doslovno znači "kukuruz".
Ostale varijante: Mandamin, Mondawmin, Mandamin, Mandaamin, Mon-daw-min, Monda'min, Medamin, Ndamin, Taamin, Taaman.